# ألان كينغ (مدرب خيول)
ألان كينغ (بالإنجليزية: Alan King)‏ هو مدرب خيول بريطاني، ولد في 1966.